# Alchemilla tubulosa
Alchemilla tubulosa är en rosväxtart som beskrevs av Sergei Vasilievich Juzepczuk. Alchemilla tubulosa ingår i släktet daggkåpor, och familjen rosväxter. Inga underarter finns listade i Catalogue of Life.